# Маккуорри, Кристофер
Кристофер Маккуорри (англ. Christopher McQuarrie, род. 12 июня 1968, Принстон Джанкшен, Нью-Джерси) — американский кинорежиссёр, сценарист и продюсер. Написал сценарии к фильмам «Подозрительные лица» (за который получил премию «Оскар») «Путь оружия», «Операция „Валькирия“» и «Джек Ричер».

## Ранняя жизнь
Маккуорри родился и вырос в Принстон Джанкшен, Нью-Джерси, учился в Южной Средней школе Западного Виндзора-Плейнсборо вместе с режиссёром Брайаном Сингером, актёром Итаном Хоуком и музыкантом Джеймсом Мёрфи. Вместо колледжа устроился на работу помощником учителя в Гимназию Крайст-Чёрч в Перте, Австралия, затем путешествовал автостопом по западной части континента. Вернувшись в США через год, получил работу в детективном агентстве в Нью-Джерси, в котором проработал четыре года. В 1992 году он обратился в Департамент полиции города Нью-Йорка насчёт поступления в Полицейскую академию. Когда и он уже собирался уезжать в академию, его бывший одноклассник Сингер предложил ему возможность написать сценарий к своему первому художественному фильму «Публичный доступ», получивший в 1993 году Главный приз жюри кинофестиваля «Сандэнс».

## Карьера
Сингер и Маккуорри вновь сотрудничали в 1995 году на фильме «Подозрительные лица», за который Маккуорри получил премию Эдгара Аллана По, премию «Независимый дух», премию BAFTA и премию «Оскар». Фильм позже был включён The New York Times в список 1000 величайших фильмов всех времён, а персонаж Роджер «Болтун» Кинт был включён в список 100 лучших героев и злодеев по версии AFI. В 2006 году Гильдия сценаристов США отдала фильму 35 место в списке 101 величайших сценариев.
Маккуорри участвовал в написании сценария к фильму «Люди Икс», но в титрах он не был указан, занимался разработкой сценария о жизни Александра Великого вместе с Питером Бучманом. Фильм должен был снимать Мартин Скорсезе, а играть главную роль Леонардо Ди Каприо, но они решили делать фильм «Авиатор», в результате чего Оливер Стоун снял свою версию «Александра».
Маккуорри также написал сценарий и снял фильм «Путь оружия» с Бенисио Дель Торо, Райаном Филлиппом и Джеймсом Кааном в главных ролях.
Написал и спродюсировал фильм «Операция „Валькирия“», премьера которого в России состоялась 29 января 2009 года. История рассказывает о покушении на Адольфа Гитлера 20 июля 1944 года. Сценарий был написан в соавторстве с Натаном Александром. У них был доступ к семье Штауффенберг, а также книгам, написанным выжившим заговорщиком Фабианом фон Шлабрендорфом. В работе над сценарием они проводили исследования и разговаривали с телохранителем Гитлера. Фильм снял Брайан Сингер, Клауса Шенк фон Штауффенберга сыграл Том Круз.

### Джек Ричер
Маккуорри снял фильм «Джек Ричер», экранизацию «Выстрела» Ли Чайлда, самого продаваемого романа 2005 года. Права на экранизацию были приобретены Paramount Pictures. Джош Олсон работал над ранней версией сценария. Финальный сценарий написал Маккуорри.
Том Круз подтвердил, что сыграет главную роль. Назначение Круза на роль вызвало немало критики со стороны фанатов — они утверждали, что он не соответствует образу и телосложению Джека Ричера. Круз также выступает продюсером фильма. В интервью Би-би-си Ли Чайлд заявил, что невозможно найти подходящего актёра на роль гиганта Ричера и, что невозможно воссоздать ощущение книги на большом экране, но Круз достаточно талантлив, чтобы сделать Ричера впечатляющим.
Съёмки начались в Питтсбурге 3 октября 2011 года и продолжались до конца января 2012 года. Премьера фильма в России состоялась 10 января 2013 года.

## Фильмография

### Кинематограф
| Год  | Название                                 | Режиссёр | Сценарист | Продюсер | Примечания                            |
| ---- | ---------------------------------------- | -------- | --------- | -------- | ------------------------------------- |
| 1993 | Публичный доступ                         |          | Да        |          | Камео: First Cop / Our Town Caller    |
| 1995 | Подозрительные лица                      |          | Да        |          | Камео: Interrogation Cop (uncredited) |
| 2000 | Путь оружия                              | Да       | Да        |          |                                       |
| 2008 | Операция «Валькирия»                     |          | Да        | Да       |                                       |
| 2010 | Турист                                   |          | Да        |          |                                       |
| 2012 | Джек Ричер                               | Да       | Да        |          |                                       |
| 2013 | Джек - покоритель великанов              |          | Да        |          |                                       |
| 2014 | Грань будущего                           |          | Да        |          |                                       |
| 2015 | Миссия невыполнима: Племя изгоев         | Да       | Да        |          |                                       |
| 2016 | Джек Ричер 2: Никогда не возвращайся     |          |           | Да       |                                       |
| 2017 | Мумия                                    |          | Да        |          |                                       |
| 2018 | Миссия невыполнима: Последствия          | Да       | Да        | Да       |                                       |
| 2022 | Топ Ган: Мэверик                         |          | Да        | Да       |                                       |
| 2023 | Миссия невыполнима: Смертельная расплата | Да       | Да        | Да       |                                       |
| 2025 | Миссия невыполнима: Финальная расплата   | Да       | Да        | Да       |                                       |
| TBA  | Сквозь строй                             | Да       |           | Да       |                                       |
| TBA  | Безымянный проект Тома Круза и SpaceX    |          | Да        | Да       |                                       |

Был не указанным в титрах сценаристом или "сценарным доктором" в следующих фильмах:
- Люди Икс (2000)
- Миссия невыполнима: Протокол Фантом (2011)
- Война миров Z (2013)
- Росомаха: Бесмертный (2013)
- Изгой-один. Звёздные войны: Истории (2016)
- Сделано в Америке (2017)
- Непрощённая (2021)

### Телевидение
| Год  | Название            | Сценарист      | Исполнительный продюсер | Примечания                                                                      |
| ---- | ------------------- | -------------- | ----------------------- | ------------------------------------------------------------------------------- |
| 1994 | Полиция Нью-Йорка   | Сюжет          |                         | Эпизод: "Окончательная корректировка"                                           |
| 1997 | Подземный мир       | Да             |                         | Телефильм                                                                       |
| 2010 | Неизвестные лица    | Создатель / Да | Да                      | Создатель и исполнительный продюсер 13-ти эпизодов / Сценарист эпизода: "Пилот" |
| 2022 | Ричер               |                | Да                      | 8 эпизодов                                                                      |
| TBA  | Пропавший президент |                | Да                      | Телефильм                                                                       |